# 山田兼士
山田 兼士（やまだ けんじ、1953年7月4日 - 2022年12月6日）は、日本のフランス文学者、評論家、詩人。妻は歌人の山下泉。

## 略歴
1953年、岐阜県大垣市生まれ。関西学院大学文学部仏文科卒業。同大学院文学研究科博士課程満期退学。
1986年大阪芸術大学に着任し、2004年より教授。大阪文学学校講師。大阪文学協会理事。日本フランス語フランス文学会、日本近代文学会、京都フランス歌曲協会、中原中也の会、ボードレール研究会の会員。詩誌「別冊・詩の発見」主宰。高階杞一、四元康祐、細見和之らとともに季刊詩誌「びーぐる－詩の海へ」編集同人。
フランス近代詩を専門とするが、中原中也、福永武彦、小野十三郎、谷川俊太郎など日本の近現代詩人も研究対象とした。
2022年12月6日、食道癌により死去。

## 著作

### 単著
- 『ボードレール《パリの憂愁》論』砂子屋書房、1991年11月
- 『小野十三郎論―詩と詩論の対話』砂子屋書房、2004年6月
- 『ボードレールの詩学』砂子屋書房、2005年9月
- 『抒情の宿命・詩の行方―朔太郎・賢治・中也』思潮社、2006年8月
- 『百年のフランス詩―ボードレールからシュルレアリスムまで』澪標、2009年5月
- 『微光と煙 詩集』思潮社、2009年10月
- 『谷川俊太郎の詩学』思潮社、2010年7月
- 『詩の現在を読む2007-2009』澪標、2010年7月
- 『家族の昭和 詩集』澪標、2012年7月
- 『高階杞一論 詩の未来へ』澪標、2013年6月
- 『羽曳野 詩集』澪標、2013年7月
- 『萩原朔太郎《宿命》論』澪標、2014年7月
- 『月光の背中 詩集』洪水企画、2016年10月
- 『詩の翼 Les Ailes de Poésie』響文堂、2017年1月
- 『羽の音が告げたこと 詩集』砂子屋書房、2019年4月
- 『福永武彦の詩学』水声文庫・水声社、2019年10月

### 共編著
- 『萩原朔太郎の世界』長野隆 共編著、砂子屋書房、1987年6月
- 『歌う！ボードレール―ドビュッシー／フォーレ／デュパルク』（CDブック・編著)　同朋舎出版、1996年3月
- 対訳フランス歌曲詩集』（編訳著）彼方社、2002年4月
- 『谷川俊太郎《詩》を語る』谷川俊太郎, 田原共著）澪標、2003年6月
- 『谷川俊太郎《詩》を読む』谷川俊太郎、田原、佐原達也ほか（共著）澪標、2004年10月
- 『谷川俊太郎《詩の半世紀》を読む』谷川俊太郎, 田原,四元康祐, 大阪芸大の学生たち共著 澪標、2005年8月
- 『小野十三郎を読む』細見和之共編著）思潮社、2008年9月
- 『対論 この詩集を読め 2008-2011』細見和之共著）澪標、2012年4月
- 『福永武彦を語る』近藤圭一・岩津航・西岡亜紀共編、澪標、2012年12月

### 訳書
- J.A.ヒドルストン『ボードレールと「パリの憂愁」』沖積舎、1989年7月
- 『オレゴンの旅』セーラー出版社、1995年11月
- 『エヴァー花の国ー』セーラー出版社、2000年5月
- Le Pont jete Poésie  japonaise d'aujourd'hui 詩学社、2003年6月。
  - 谷川俊太郎はじめ15人の日本詩人のフランス語訳アンソロジー、Olivier Birmannとの共訳
- フランソワ・ル・ルー／ロマン・レイナルディ『フランス歌曲の珠玉―深い理解と演奏のために』（美山節子と共訳）春秋社、2009年4月
- 『ドビュッシー・ソング・ブック 対訳歌曲詩集』澪標、2013年3月
- ボードレール 『小散文詩 パリの憂愁』思潮社、2018年10月